# Charles Henderson (Politiker, 1860)

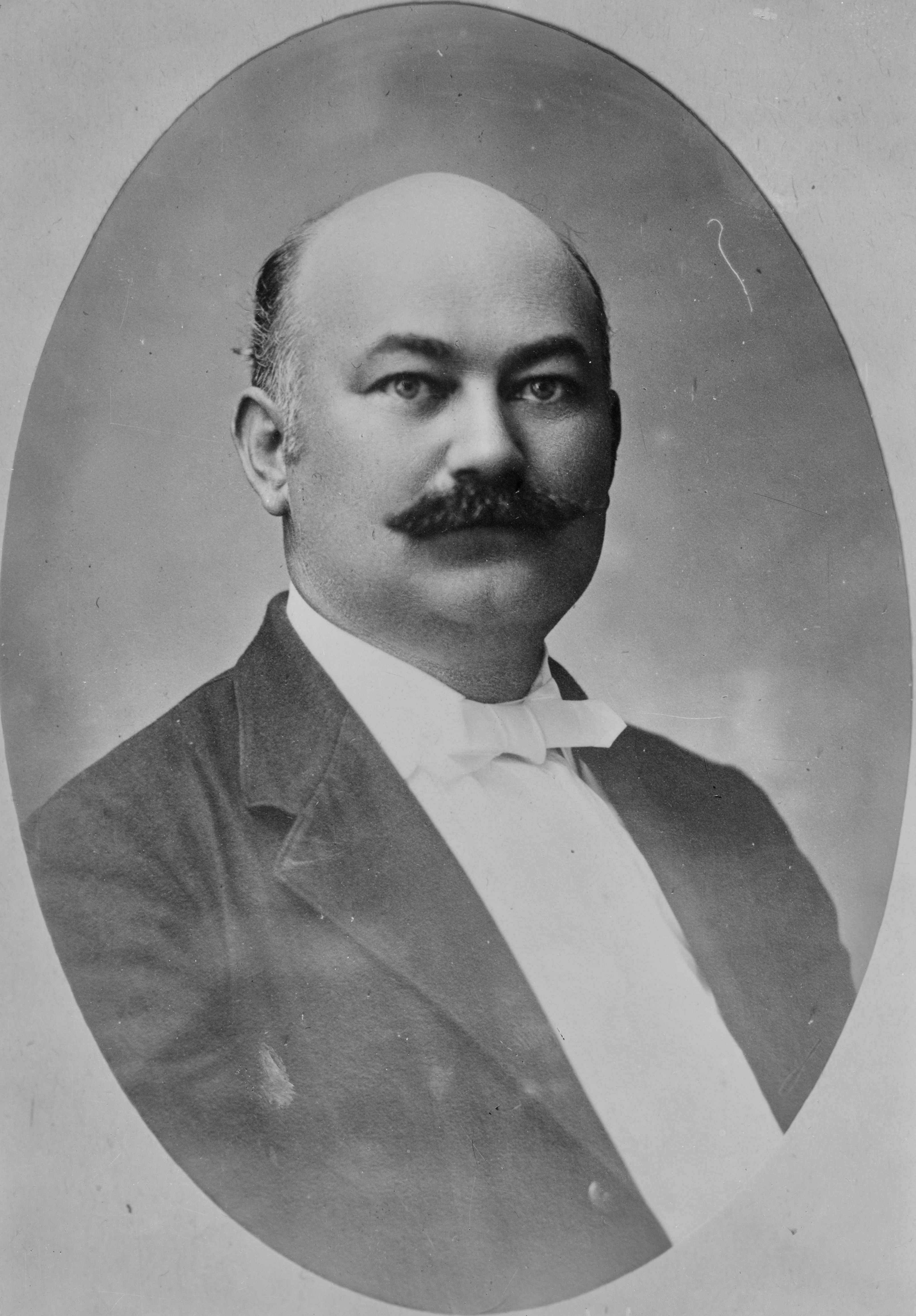
Charles Henderson

Charles Henderson (* 26. April 1860 im Pike County, Alabama; † 7. Januar 1937 in Troy, Alabama) war ein US-amerikanischer Politiker (Demokratische Partei) und Gouverneur von Alabama.

## Frühe Jahre und politischer Aufstieg
Er ging auf die Schulen in Troy und anschließend auf das Howard College in Marion, jedoch verließ er dieses, als sein Vater starb. Henderson wurde ein angesehener Geschäftsmann, der viel im bürgerlichen, politischen und geschäftlichen Bereichen zu tun hatte. Einige von diesen Stellungen waren: Generalinspekteur von Gouverneur Samfords Stab, Adjutant von Gouverneurs Jelks Stab, 13 Jahre lang Bürgermeister von Troy sowie Direktor der Standard Chemical and Oil Co., der Farmers and Merchants National Bank in Troy sowie der Troy Compress Company. Henderson wurde 1906 zum Präsidenten der Alabama Railroad Commission gewählt, 1908 wiedergewählt und war bis 1912 in diesem Amt tätig. Ferner war er einer der Gründer und Verwalter des Troy State Normal College.

## Gouverneur von Alabama
Am 3. November 1914 wurde er zum Gouverneur von Alabama gewählt und am 18. Januar 1915 vereidigt. Während seiner Amtszeit verabschiedete das Parlament ein Steuerrevisionsgesetz, ein Vorwahlgesetz sowie ein Prohibitionsgesetz, was Alabama zwischen 1915 und 1933 trocken hielt. Das State Child Welfare Department wurde gebildet, das State Board of Purchase gegründet, sowie ein Workmen's Compensation Measure verfügt. Ferner wurde das staatliche Gefängnissystem verbessert, Bildungsreformen angenommen und das Insurance Department 1916 etabliert, was zu einer der wirtschaftlich florierendsten Finanzbehörden der Regierung wurde. Ferner half Henderson während des Ersten Weltkriegs Alabamas Ressourcen für den Kriegseinsatz zu mobilisieren.

## Weiterer Lebenslauf
Er verließ am 20. Januar 1919 sein Amt und kehrte zu seinen Geschäftsunternehmungen in Troy zurück. Henderson starb am 7. Januar 1937 und wurde auf dem Oakwood Cemetery in Troy beigesetzt. Er war mit Laura Montgomery verheiratet.